# Hajato Ikeda
Hajato Ikeda (japonsky: 池田 勇人, 3. prosince 1899 – 13. srpna 1965) byl japonský politik a ekonom. V letech 1960–1964 byl premiérem Japonska. V poválečných kabinetech byl též ministrem mezinárodního obchodu a průmyslu. Byl představitelem Liberální demokratické strany, dominantní politické síly japonského politického systému ve 2. polovině 20. století.
Ekonomický historik Takafusa Nakamura (中村隆英) Ikedu označil za osobu, která má největší podíl na poválečném růstu japonské ekonomiky. Do funkce přišel s ambiciózním plánem sedmiprocentního růstu HDP, na konci jeho vlády však činil růst japonské ekonomiky dokonce 11,6 procent HDP ročně. Byl znám jako zastánce společenského konsensu. Usiloval o ekonomický růst bez sociálních konfliktů.
Často je připomínán výrok Charlese de Gaulla, který Ikedu nazval „obchodníkem s tranzistory“.